# Omer Madison Kem

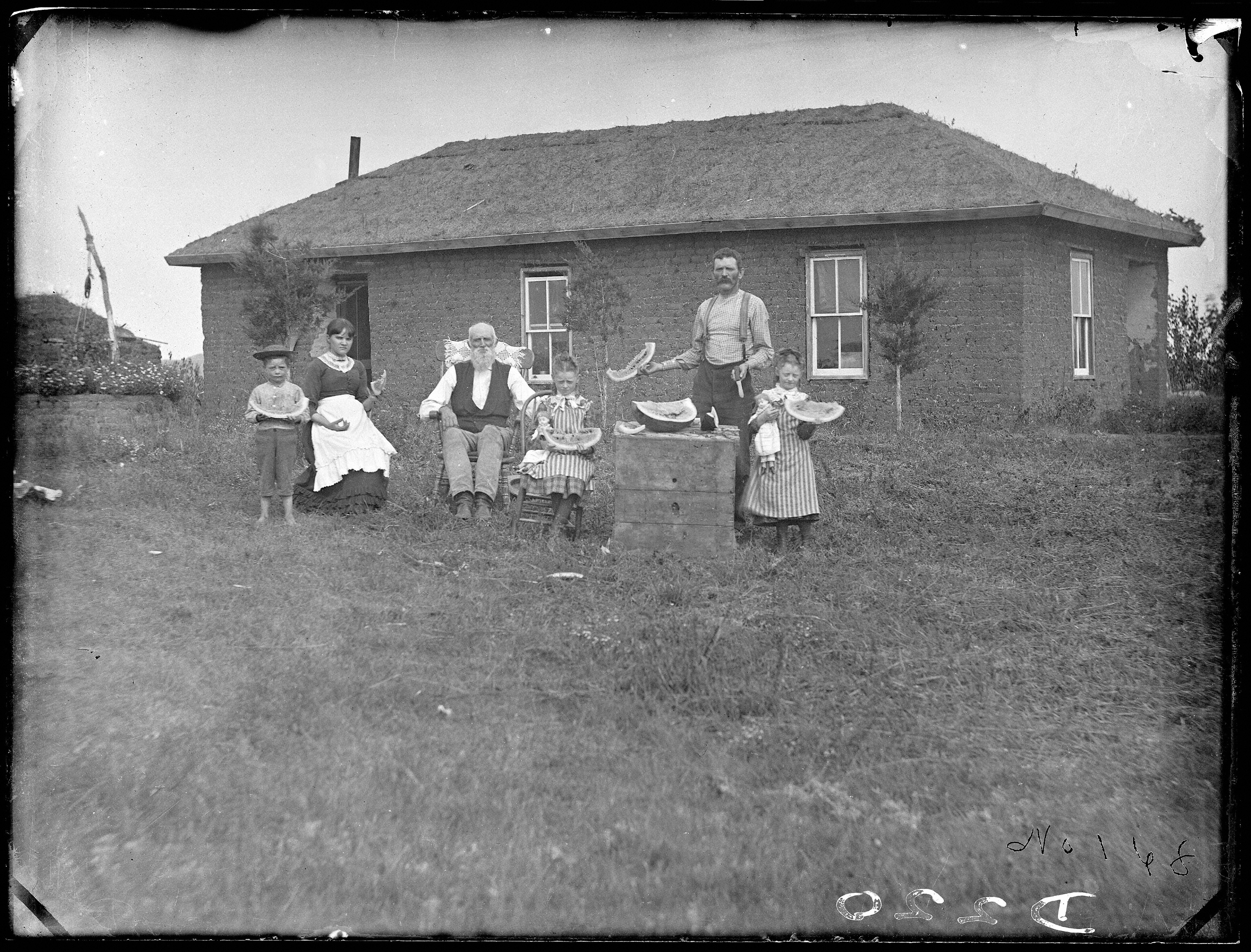
Omer Madison Kem (rechts stehend) mit seiner Familie (1886)

Omer Madison Kem (* 13. November 1855 in Hagerstown, Wayne County, Indiana; † 13. Februar 1942 in Cottage Grove, Oregon) war ein US-amerikanischer Politiker. Zwischen 1891 und 1893 vertrat er den dritten und von 1893 bis 1897 den sechsten Wahlbezirk des Bundesstaates Nebraska im US-Repräsentantenhaus.

## Werdegang
Omer Kem besuchte die öffentlichen Schulen seiner Heimat. Im Jahr 1882 zog er in das Custer County in Nebraska, wo er sich als Farmer niederließ. Politisch schloss er sich der aus der Farmerbewegung hervorgegangenen Populist Party an. Zwischen 1890 und 1891 war er Kämmerer im Custer County.
1890 wurde Kem im dritten Distrikt von Nebraska in das US-Repräsentantenhaus gewählt, wo er am 4. März 1891 die Nachfolge von George Dorsey antrat. Nachdem er bei den folgenden Wahlen jeweils im Amt bestätigt wurde, konnte er sein Mandat im Kongress bis zum 3. März 1897 ausüben. Dabei war er seit den Wahlen des Jahres 1892 Abgeordneter des neu geschaffenen sechsten Wahlbezirks. 1896 stellte er sich nicht mehr zur Wahl.
Nach dem Ende seiner Zeit im Kongress zog Omer Kem in die Nähe von Montrose in Colorado. Dort war er im Obstanbau und der Viehzucht tätig. 1907 wurde er in das Repräsentantenhaus von Colorado gewählt. Bald darauf zog er nach Cottage Grove in Oregon, wo er sich bis 1922 im Energiesektor betätigte. Hierbei war er besonders an der Stromversorgung und den Kraftwerken interessiert. Ab 1922 lebte er im Ruhestand.